# Stichopogon catulus
Stichopogon catulus är en tvåvingeart som beskrevs av Osten Sacken 1887. Stichopogon catulus ingår i släktet Stichopogon och familjen rovflugor. Inga underarter finns listade i Catalogue of Life.